# Joinville-le-Pont
Joinville-le-Pont é uma comuna francesa na região administrativa da Ilha-de-França, no departamento de Val-de-Marne suburbio da capital francesa Paris. Estende-se por uma área de 2,31 km². Em 2010 a comuna tinha 19 673 habitantes (densidade: 8 516,5 hab./km²).

## Demografia
| 1793 | 1800 | 1806 | 1821 | 1831 | 1836 | 1841 | 1846 | 1851 |
| ---- | ---- | ---- | ---- | ---- | ---- | ---- | ---- | ---- |
| 409  | 433  | 420  | 418  | 584  | 611  | 729  | 997  | 851  |

| 1856  | 1861  | 1866  | 1872  | 1876  | 1881  | 1886  | 1891  | 1896  |
| ----- | ----- | ----- | ----- | ----- | ----- | ----- | ----- | ----- |
| 1 207 | 1 751 | 2 086 | 2 380 | 2 901 | 3 364 | 3 778 | 4 324 | 5 016 |

| 1901  | 1906  | 1911  | 1921  | 1926   | 1931   | 1936   | 1946   | 1954   |
| ----- | ----- | ----- | ----- | ------ | ------ | ------ | ------ | ------ |
| 6 016 | 7 009 | 8 349 | 9 936 | 12 031 | 13 425 | 14 151 | 13 612 | 15 657 |

| 1962 | 1968   | 1975   | 1982   | 1990   | 1999   | - | - | - |
| --- | ------ | ------ | ------ | ------ | ------ | - | - | - |
| 17 797 | 17 467 | 17 608 | 16 934 | 16 657 | 17 117 | - | - | - |
| Para os censos de 1962 a 2006 a população legal corresponde à popolução sem duplicidades, segundo define o INSEE. |        |        |        |        |        |   |   |   |

## Geminação
- *  Bergisch Gladbach (Alemanha) desde 1960
- *  Runnymede (Inglaterra) desde 1960
- *  Joinville (Brasil) desde 2001
- *  Batalha (Portugal) desde 2007